# Port Rashid
Port Rashid o Mina Rashid (àrab: ميناء راشد, mināʾ Rāxid, literalment ‘port de Ràixid’) és el port comercial de Dubai, a l'emirat homònim dels Emirats Àrabs Units. Anomenat així en honor del xeic Rashid II bin Saeed Al Maktum, el port fou inaugurat el 1972 amb tan sols 100.000 m² de superfície, dues grues portuàries i una capacitat inferior a 100.000 TEUs. El 1978 el port s'amplià per a dotar-lo de 35 punts d'ancoratge, cinc dels quals eren capaços de servir els bucs més grans del moment. Avui, amb una bocana de 190 m d'ample, un calat de 13 m, 615.000 m² de superfície, 9 grues pòrtic i 103 embarcadors al llarg de 1.450 metres de moll, és el port comercial amb més capacitat de tot el Golf Pèrsic, podent assumir l'emmagatzematge de fins a 20.000 contenidors.
Avui el port dona ancoratge a naus de càrrega, RoRo i creuers, així com facilitats a la marina dels EUA. A començaments dels anys 80 del segle xx el port de Jebel Ali, més allunyat del centre de la ciutat i proper a la frontera amb Abu Dhabi, complementava Port Rashid, però l'any 1991 ambdós ports foren units sota la Dubai Ports Authority, llur ens administrador. La terminal de creuers s'inaugurà el 2001.
Adjacent al port hi ha la Dubai Drydocks i la Dubai Maritime City, totes dues construïdes per la proximitat d'aquest, tot i que el 2008 fou anunciat que el port se sotmetria a un redisseny integral. Així, totes les operacions de càrrega van traslladar-se al port de Jebel Ali, permetent l'ús de Port Rashid com a terminal de creuers. A més a més, part de l'espai serà aprofitat per Nakheel per a crear-hi un front marítim d'ús mixt que podrà allotjar 200.000 habitants.